# 정유찬 (축구 선수)

## 클럽 경력
정유찬은 천안시티 FC 유소년 시스템과 공개 테스트를 통해 2025년 신인 선수로 입단하였다. U18 대표 수준의 공격력과 기량을 선보이며 1군 무대 진입에 성공했다.

## 프로 데뷔
2025년 시즌 중 교체 투입되어 K리그2 데뷔전을 치렀다. 그는 빠른 드리블과 측면 침투를 통해 경기 흐름에 활력을 불어넣었다.

## 특징
178cm의 키와 우수한 스피드로 윙어형 공격수 역할에 적합하다. 또한, 오프 더 볼 움직임과 측면에서의 공격 전개, 크로스 능력 등이 강점이다.

## 통계
- 2025 시즌 K리그2: 최소 1경기 출전 (후반기 기준)

## 기타
- 2025년 6월, 구단 공식 SNS를 통해 신인 공격수로 소개되어 팬들의 관심을 받았다.

## 참고 자료
- 천안시티 FC 공식 SNS – 신인 입단 및 경기 데뷔 관련 게시
- 유소년 리그 및 테스트 관련 보도자료